# Plagiohammus quadriplagiatus
Plagiohammus quadriplagiatus là một loài bọ cánh cứng trong họ Cerambycidae.